# Вовк, Антон
Антон Вовк (словен. Anton Vovk, 19.05.1900 г., Австро-Венгрия — 6.07.1963 г., Югославия) — католический прелат, первый архиепископ Любляны с 26 ноября 1959 года по 6 июля 1963 год, слуга Божий.

## Биография
Антон Вовк родился 19 мая 1900 года в населённом пункте Врба Верхней Крайны в крестьянской семье. Был внучатым племянником словенского поэта Франце Прешерна. После окончания гимназии Антон Вовк поступил в 1917 году в люблянскую семинарию. 29 июня 1923 года был рукоположён в священника. в 1940 году был назначен секретарём люблянского архиепископа и в 1944 году — ректором семинарии. С 1945 года был назначен генеральным викарием люблянской епархии после того, как епископ Любляны Грегорий Рожман бежал из Югославии.
15 сентября 1946 года Римский папа Пий XII назначил Антона Вовка вспомогательным епископом Любляны и титулярным епископом Кардициума. 1 декабря 1946 года состоялось рукоположение Антона Вовка в епископа, которое совершил епископ Сент-Огастина Джозеф Патрик Хёрли в сослужении с архиепископ Белграда Йосипом Антуном Уйчичем и епископом Лаванта Иваном Йожефом Томажичем.
В 1950 году Антон Вовк был назначен Святым Престолом апостольским администратором епархии Любляны. После того, как 16 ноября 1959 года Грегорий Рожман скончался в Кливленде, Святой Престол назначил Антона Вовка 26 ноября 1959 года епископом Любляны. 21 декабря 1961 года Римский папа Иоанн XXIII возвёл епархию Любляны в ранг архиепархии и Антон Вовк стал первым архиепископом Любляны.
Антон Вовк принял участие в работе I сессии II Ватиканского собора.
Коммунистические власти Югославии неоднократно преследовали Антона Вовка, обвиняя его в сотрудничестве с немецкими оккупантами. В результате нагнетённой пропаганды совершилось покушение на Антона Вовка. 20 января 1952 года Антон Вовк отправлялся в населённый пункт Стопиче, чтобы освятить в местном католическом приходе новый орган. На вокзале города Ново-Место агенты югославской службы безопасности облили Антона Вовка бензином и подожгли. В результате этого акта у Антона Вовка были серьёзно обожжены лицо и шея.
6 июля 1963 года Антон Вовк скончался в Любляне.
13 мая 1999 года в архиепархии Любляне закончился процесс беатификации, в результате которого Антона Вовка объявили слугой Божием.